# Edoardo Mulargia
Edoardo Mulargia, né le 10 décembre 1925 à Torpè en Sardaigne et mort le 7 septembre 2005 à Rome, est un réalisateur, scénariste et producteur de cinéma italien. Il utilise parfois les pseudonymes Tony Moore ou encore Edward G. Muller.

## Filmographie
Edoardo Mulargia a pratiqué surtout deux genres, le western et le péplum, puis a fait quelques réalisations plus coquines.

### Réalisateur
- 1962 : Le due leggi (it)
- 1965 : Creuse ta fosse, j'aurai ta peau (Perché uccidi ancora), co-réalisé avec José Antonio de la Loma
- 1966 : Dieu est avec toi, Gringo (Vayas con dios, Gringo) (sous le nom d'Edward G. Muller)
- 1967 : Le Courageux, le Traître et le Sans-pitié (Il coraggioso, lo spietato, il traditore) (non cité mais présent dans les versions italiennes et espagnole - El Hombre de Caracas)
- 1967 : Deux Pistolets de Chiamango (Cjamango)
- 1967 : Django le Justicier (Non aspettare Django, spara) (sous le nom d'Edward G. Muller)
- 1968 : Prie et creuse ta tombe (Prega Dio… e scavati la fossa) (sous le nom d'Edward G. Muller)
- 1969 : Lesbos, l'Amour au soleil (it) (Lesbo) (sous le nom d'Edward G. Muller)
- 1969 : El Puro, la rançon est pour toi (La taglia è tua… l'uomo l'ammazzo io) (sous le nom d'Edward G. Muller)
- 1970 : Un amore oggi
- 1970 : Shango, la pistola infallibile (sous le nom d'Edward G. Muller)
- 1971 : Le Pistolero de Tombstone (Rimase uno solo e fu la morte per tutti!) (sous le nom d'Edward G. Muller)
- 1971 : Viva Django (W Django!) (sous le nom d'Edward G. Muller)
- 1972 : Tropique du Cancer (Al tropico del cancro) (sous le nom d'Edward G. Muller)
- 1976 : Veuves excitées (it) (La figliastra)
- 1980 : Les Évadées du camp d'amour (Femmine infernali) (sous le nom d'Edward G. Muller)
- 1980 : Hôtel du Paradis (it) (Orinoco prigioniere del sesso) (sous le nom de Tony Moore)

### Scénariste
- 1957 : Il sole tornerà
- 1962 : Le due leggi
- 1964 : Les Invincibles Frères Maciste (Gli invincibili fratelli Maciste) de Roberto Mauri
- 1965 : Creuse ta fosse, j'aurai ta peau (Perché uccidi ancora) (en tant qu'Edward G. Muller)
- 1965 : Call-girls 66 (Le notti della violenza)
- 1969 : Lesbos, l'amour au soleil (Lesbo)
- 1969 : El Puro, la rançon est pour toi (La taglia è tua… l'uomo l'ammazzo io)
- 1970 : Un amore oggi
- 1970 : Shango, la pistola infallibile
- 1970 : Le Défi des MacKenna (La sfida dei MacKenna) de León Klimovsky
- 1971 : Le Pistolero de Tombstone (Rimase uno solo e fu la morte per tutti!)
- 1980 : Les Évadées du camp d'amour (Femmine infernali) (en tant qu'Edward G. Muller)
- 1980 : Hôtel du Paradis (it) (Orinoco prigioniere del sesso) (non cité)

### Assistant du réalisateur
- 1985 : Savage Island

### Producteur
- 1967 : Le Courageux, le traître et le sans-pitié (Il coraggioso, lo spietato, il traditore) (en tant qu'Edward G. Muller)